# Achém Sinquil
Achém Sinquil (em indonésio: Aceh Singkil) é uma kabupaten (regência) da província de Achém, na Indonésia. A capital é a cidade de Sinquil.